# Uroobovella micherdzinskii
Uroobovella micherdzinskii es una especie de arácnido del orden Mesostigmata de la familia Urodinychidae.

## Distribución geográfica
Se encuentra en Vietnam.